# Paraciclotosaure
El paraciclotosaure (Paracyclotosaurus) és un gènere extint de temnospòndil que va viure en el període Triàsic mitjà (fa aproximadament 225 milions d'anys), en el que avui és Austràlia.